# Leonid Vital'evič Sobinov
Leonid Vital'evic Sobinov (in Russo: Леони́д Вита́льевич Со́бинов) (Jaroslavl', 7 giugno 1872 – Riga, 14 ottobre 1934) è stato un tenore russo.

## Biografia
Leonid Vital'evic Sobinov nacque nel 1872 a Jaroslavl'. Già in giovane età ebbe modo di coltivare la passione per il canto grazie alla madre, anche lei cantante; durante gli anni scolastici imparò a suonare la chitarra e cantò in un coro locale.      
Sobinov si laureò nel 1894 in Legge dopo aver frequentato l'università di Mosca. Svolse poi il servizio militare e successivamente iniziò a esercitare la professione forense. Sempre a Mosca, a partire dal 1892, studiò canto presso la Scuola della Società Filarmonica, l'attuale Università russa di arti teatrali, sotto la guida di Aleksandr Mihajlovič Dodonov e Alexandra Santagano-Gortšakovna la quale, nel 1897, gli consigliò di partecipare ad una audizione per il Teatro Bol'šoj: fu così che Sobinov ottenne un contratto per un periodo di due anni e diede inizio alla sua carriera in ambito musicale, ispirandosi al tenore italiano Angelo Masini, che allora faceva furore in Russia.
Ammirato per il suo controllo del respiro, la mezza-voce e l'enunciazione, Sobinov iniziò a esibirsi a Mosca e dal 1902 anche a Pietroburgo in opere come La principessa del sogno di J. I. Bleichmann, Sabava Putistišna di M. M. Ivanov, Eugenio Onegin di Čajkovskij, Roméo et Juliette di Gounod.                                                                            
Durante la sua carriera da cantante compì viaggi in Italia per estendere il proprio repertorio e poter trarre insegnamenti dalle scuole di canto Italiane. Numerose sono inoltre le sue apparizioni alla Scala: in Don Pasquale nel 1904, Fra Diavolo, La Traviata, Manon e Falstaff nel 1905-06, Roméo et Juliette nel 1911. Si esibì in altri teatri Europei, grazie al suo talento e all'acclamata raffinatezza del suo modo di cantare: l'Opéra Garnier a Parigi, la Royal Opera House a Londra, l'Opéra de Monte Carlo, il Teatro Real a Madrid, oltre che al Teatro Mariinskij in San Pietroburgo.                                      
Sobinov ottenne facilmente una grande fama grazie alle sue doti canore, riuscendo ad emergere in un panorama musicale di altissimo livello, tra tenori di grande talento come Dmitri Alexeyevich Smirnov (1882-1944) and Andrey Markovich Labinsky (1871-1941),  Lev Klementiev (1868-1910) e Ivan Vasiliyevitch Yershov (1867-1943). 
Nel 1914 venne nuovamente arruolato per il servizio militare: fu incaricato di organizzare concerti per i feriti e per beneficenza. Con l'avvento della Rivoluzione Russa, Sobinov nel 1917 divenne il primo direttore eletto del Teatro Bol'šoj. Nell'anno seguente intraprese un viaggio teatrale in Ucraina e si trovò temporaneamente isolato dalla Russia. Nel 1919 gli fu assegnato il ruolo di presidente del comitato musicale della Divisione delle Arti a Kiev. L'anno 1920 lo vide diventare manager presso la Divisione della Pubblica Istruzione a Sebastopoli. Sobinov divenne di nuovo direttore del Teatro Bol'šoj nel 1921. Nell'anno successivo ottenne la nomina di Artista Nazionale e dopo il ritiro dalle scene nel 1924 assunse fino alla morte il ruolo di leader artistico dello studio operistico di Konstantin Stanisklavskij. 
La notte del 14 ottobre 1934, Sobinov morì all'Hotel Saint Petersburg di Riga per un infarto.  Il suo corpo è stato trasportato a Mosca con un treno speciale. Fu sepolto il 19 ottobre nel cimitero di Novo-Devichy a Mosca.

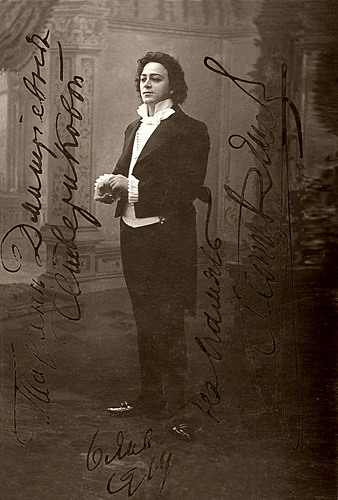
Leonid Vital'evic Sobinov nel ruolo di Vladimir Lensky nell'opera Eugenio Onegin di Čajkovski

## Registrazioni: ristampe in CD
Sobinov lasciò una grande eredità di registrazioni effettuate prima della rivoluzione del 1917. Molti di questi sono stati rimasterizzati e ristampati su Compact Disc da varie aziende. Queste ristampe includono:
- Leonid Sobinov, The Harold Wayne Collection Vol. 36 - His First Recordings 1901-1904, Symposium
- Leonid Sobinov, Recordings 1910 – 1911, Symposium
- Leonid Sobinov, The HMV Catalogue Recordings, Pearl
- Russian singers of the past. Volume two : Rimsky-Korsakov performed by his contemporaries., Russian Disc
- Singers of Russia 1900 - 1917 / Sergej Levik and Contemporaries, Symposium
- Singers of Imperial Russia Vol. 1, Pearl
- La Scala Edition Vol. 1, EMI
- Greatest Voices of the Bolshoi, Melodiya
- The 30 Tenors, Symposium
- The Voices of the Tsar Vol. 1 (1901–1915), Minerva
- Mike Richter's Opera Page The Record of Singing Vol. 1, Symposium

## Onoranze e titoli e tributi
- Artista del popolo dell'Unione delle Repubbliche Socialiste Sovietiche (1923)
- Ufficiale dell'Armata Rossa (1925)
- Ordine della Bandiera rossa del lavoro (1933).

- L'asteroide 4449 Sobinov è stato nominato in suo onore[6]

## Bibliografia

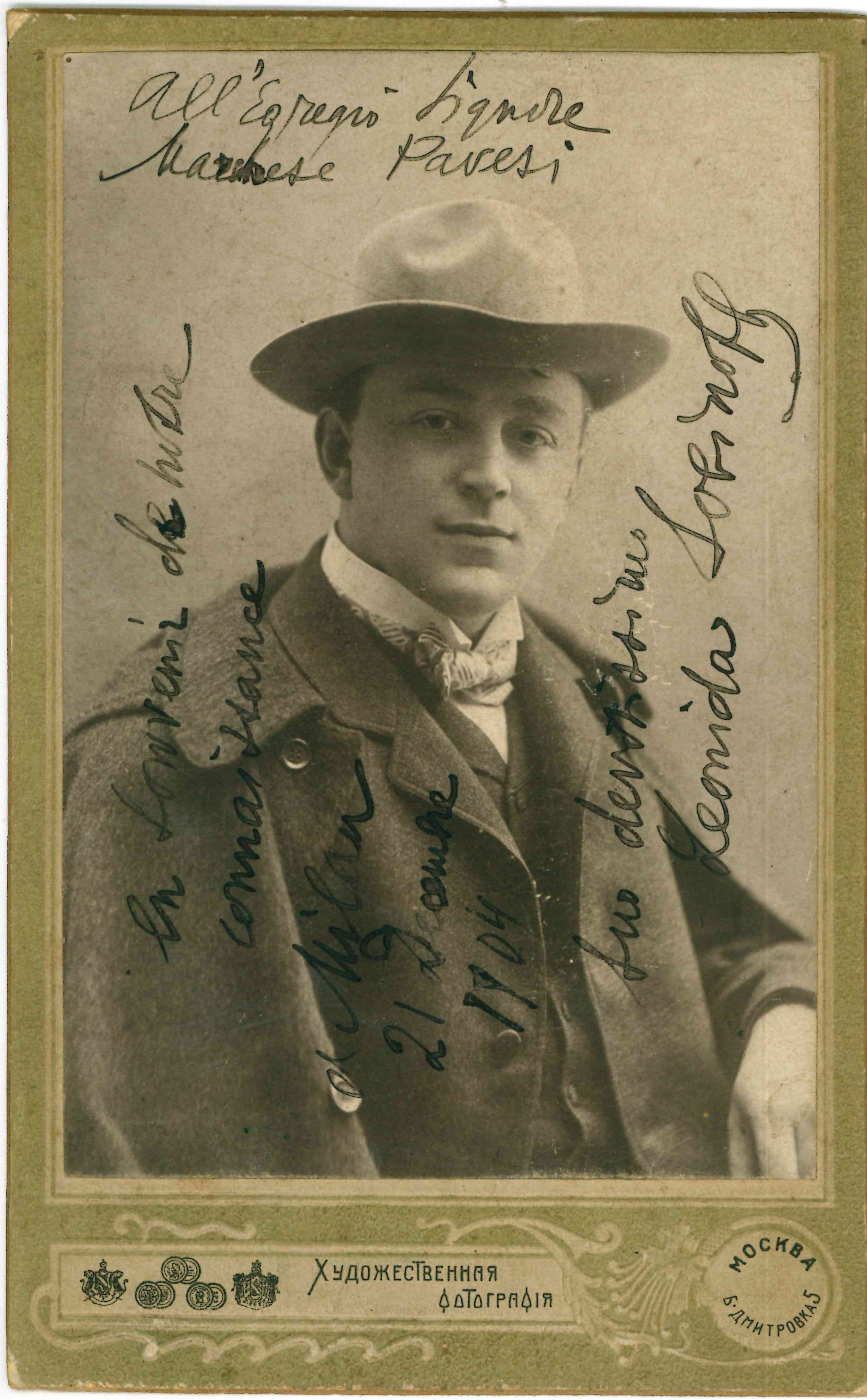
Ritratto di Leonid Vital'evic Sobinov con dedica: "All'Egregio Signore Marchese Pavesi en souvenir de notre connaissance, Milan 21 Decembre 1904 suo devotissimo Leonida Sobinoff"